# Walter Zenga
Walter Zenga (* 28. April 1960 in Mailand) ist ein ehemaliger italienischer Fußballtorhüter und jetziger Trainer. Er spielte in den 1980er und 1990er Jahren unter anderem für Inter Mailand.

## Karriere als Spieler

### Im Verein
Sein Debüt in der Serie A gab Zenga beim Match Inter Mailand gegen Sampdoria Genua (1:2) am 11. September 1983. In seinen elf Jahren als Nummer 1 bei Inter Mailand avancierte er zu einem der besten Torhüter der Welt. Von den Fans erhielt er den Spitznamen „uomo ragno“ (Spiderman) und wurde einer der größten Publikumslieblinge bei den Nerazzurri. Die Saison 1993/94 sollte seine Letzte bei Inter sein und er wurde quasi zu seinem Abgang „gezwungen“. Kurioserweise wechselte er 1994 zu Sampdoria Genua, dessen scheidender Torwart Gianluca Pagliuca, sein Nachfolger bei Inter Mailand wurde. Nach zwei Jahren bei Sampdoria Genua, wechselte Zenga zur Saison 1996/97 zum AC Padua in die zweite italienische Liga, um nach nur einem Jahr seine Karriere in den USA bei New England Revolution fortzuführen und dann im Jahr 1999 zu beenden.
In seiner Laufbahn als Fußballprofi wurde er als erster Torwart dreimal zum IFFHS-Welttorhüter des Jahres gewählt (1989, 1990, 1991).

### In der Nationalmannschaft
In der italienischen Nationalmannschaft war er zwischen Oktober 1986 und Juni 1992 insgesamt 58 Mal aktiv. Sein größter Erfolg war der 3. Platz bei der Fußball-Weltmeisterschaft 1990. Bei diesem Turnier blieb er 517 Minuten lang ohne Gegentor und stellte damit den im Männerfußball bis heute gültigen Rekord auf.

## Karriere als Trainer
Seit seinem Karriereende ist Walter Zenga als Fußballtrainer tätig. Er wechselte 2002 nach Rumänien und übernahm dort zunächst den FC Național Bukarest für zwei Jahre. Nach einem Platz im Mittelfeld am Ende der Saison 2002/03 und dem Erreichen des rumänischen Pokalfinals (0:1 gegen Dinamo Bukarest) wurde er jedoch nach einem Fehlstart in die folgende Spielzeit im September 2003 wieder entlassen. Es folgte Steaua Bukarest in der Saison 2004/05, wo er im Mai 2005 trotz Tabellenführung vorzeitig gehen musste. Anschließend trainierte er FK Roter Stern Belgrad, mit dem ihm 2006 das Double in Serbien gelang. Zu Beginn der Saison 2006–2007 trainierte er Gaziantepspor in der Türkei, wechselte jedoch nach der Hinrunde in die Vereinigten Arabischen Emirate. Ab Anfang 2007 trainierte Zenga dort den Al Ain Club.
Am 5. September 2007 unterschrieb er einen Zweijahresvertrag bei Dinamo Bukarest, musste aber schon am 25. November 2007 wieder seinen Hut nehmen. Im April 2008 übernahm Zenga beim italienischen  Klub Catania Calcio den Posten des Trainers. Im Juni 2009 gab der sizilianische Lokalrivale US Palermo bekannt, dass Zenga einen 2-Jahres-Vertrag mit Option auf eine dritte Saison bei den Rosa-Schwarzen unterzeichnet habe.
Die Jahre 2010 bis 2014 verbrachte er erneut auf der Arabischen Halbinsel, er trainierte dort al-Nasr FC in Saudi-Arabien sowie den Al-Nasr Sports Club und den al-Jazira Club in den Vereinigten Arabischen Emiraten.
Zur Saison 2015/16 übernahm Zenga den italienischen Erstligisten Sampdoria Genua, er wurde aber nach einem mäßigen Start in die Saison bereits im November 2015 wieder entlassen. Schon Ende des Monats fand Zenga einen neuen Arbeitgeber, er heuerte erneut in den Vereinigten Arabischen Emiraten an und wurde Trainer von Al-Shaab, Tabellenletzter der UAE Arabian Gulf League, bei denen er einen Vertrag über sechs Monate unterzeichnete. Nach neun Niederlagen und nur vier Punkten in elf Spielen trennten sich Zenga und Al-Shaab im Februar 2016 im gegenseitigen Einvernehmen. Von Juli bis November 2016 trainierte Zenga den englischen Zweitligisten Wolverhampton Wanderers. Am 8. Dezember 2017 folgte er dem zurückgetretenen Davide Nicola als Cheftrainer des FC Crotone in der italienischen Serie A.

## Erfolge

### Als Spieler
In der Nationalmannschaft
- U-21-Vize-Europameister: 1986
- Weltmeisterschafts-Dritter: 1990

 Im Verein
- Italienischer Meister: 1988/89
- Italienischer Superpokalsieger: 1989
- UEFA-Pokal-Sieger: 1990/91, 1993/94

 Individuelle Ehrungen 
- Italiens Fußballer des Jahres: 1987
- IFFHS-Welttorhüter des Jahres: 1989, 1990, 1991

### Als Trainer
Mit dem Verein 
- Serbischer Meister: 2005/06
- Serbischer Pokalsieger: 2005/06